# 中央図書館前停留場
中央図書館前停留場（ちゅうおうとしょかんまえていりゅうじょう）は、北海道札幌市中央区南22条西13丁目にある札幌市交通事業振興公社（札幌市電）の停留場である。停留場番号はSC12。初・終電や一部の電車はここを起・終点にしている。通常は単に「中央図書館前」と呼ばれるため、以降は本稿でもこれに倣う。

## 利用可能な路線
- 札幌市交通事業振興公社（札幌市電）
  - 山鼻西線
  - 山鼻線

一部を除き、両線は直通運転を行っている。

## 歴史
- 1931年（昭和6年）11月23日 [2]近隣の北海道札幌師範学校の名に基づき、「師範前」の名称で停留場開業（単線）。
- 1950年（昭和25年）3月24日 師範学校の新制学芸大学としての改組に伴い「学芸大学前」に改称。
- 1951年（昭和26年） 複線化。
- 1966年（昭和41年）5月1日 学芸大学の北海道教育大学への改称に伴い「教育大学前」に改称。
- 1987年（昭和62年）5月1日 北海道教育大学札幌校が移転したため、「西屯田通」に改称[3]。
- 1991年（平成3年）3月15日 北海道教育大学跡地に札幌市中央図書館が移転したことにより、「中央図書館前」に改称。この際、停留場や渡り線の位置も図書館に合わせて東側に50mほど移動された。
- 2015年（平成27年）4月1日 停留場番号を設定[4]。
- 2019年（令和元年）12月20日 停留場を改修し、外回り乗り場をさらに東側に移動した[5]。

## 停留場構造
2線2面の対向式ホームを持つ。東側に内回り（石山通方面）、西側に外回り（電車事業所前方面）乗り場があり、その間に片渡り線がある。安全地帯にはロードヒーティングが施され、上屋が設置されている。外回りの安全地帯は横断歩道に接していなかったが、2019年（令和元年）12月に、乗客の安全確保のため、安全地帯を移設する。

## 停留場周辺
- 札幌市中央図書館・札幌市埋蔵文化財センター
- 札幌市立山鼻中学校
- 東光ストアプロム山鼻店

## 隣の停留場
札幌市交通事業振興公社
山鼻西線
電車事業所前停留場 (SC11) - 中央図書館前停留場 (SC12)
山鼻線
中央図書館前停留場 (SC12) - 石山通停留場 (SC13)